# Two (álbum)
Two é o segundo álbum de estúdio da banda norte-americana The Calling, lançado a 8 de Junho de 2004.

## Faixas
1. "One by One" – 5:07
2. "Our Lives" – 3:55
3. "Things Will Go My Way" – 4:01
4. "Chasing the Sun" – 3:45
5. "Believing" – 3:57
6. "Anything" – 4:05
7. "If Only" – 4:41
8. "Somebody Out There" – 4:08
9. "Surrender" – 5:26
10. "Dreaming in Red" – 4:52
11. "Your Hope" – 7:56
12. "Things Will Go My Way" (Ao vivo)
13. "Our Lives" (Ao vivo)